# بطولة أمم الأمريكتين لكرة السلة 2015
بطولة أمم الأمريكتين لكرة السلة 2015 (بالإسبانية: Campeonato FIBA Américas de 2015)‏ هو الموسم 17 من  بطولة أمم الأمريكتين لكرة السلة. أقيم خلال الفترة 31 أغسطس 2015 وحتى 12 سبتمبر 2015، وأشرف على تنظيمه اتحاد الأمريكتين لكرة السلة، وكان عدد الأندية المشاركة فيه  10، وفاز فيه منتخب فنزويلا لكرة السلة.